# 0 (álbum de Eiko Shimamiya)
0 es el primer álbum LP de la cantante japonesa de I've Sound, Eiko Shimamiya. Se trata de la tercera publicación de la cantante con Geneon. El disco se puso a la venta el 4 de octubre de 2006 en dos ediciones, una de CD y DVD y otra solo de CD. El disco entró en el puesto decimoctavo de la lista Oricon y vendió más de 10 000 copias, permaneciendo cinco semanas en lista.
Entre las canciones de este álbum destaca Higurashi no naku koro ni, que fue usada en la serie de anime homónima.

## Canciones
1. 0
Letra y composición: Eiko Shimamiya
Arreglos: Kazuya Takase
2. Egao wo misete (笑顔を見せて) 
Letra y composición: Eiko Shimamiya
Arreglos: Tomoyuki Nakazawa
3. Canarian no kanaderu yume (カ－ネリアンの奏でる夢)
Letra y composición: Eiko Shimamiya
Arreglos: Jyunpei Fujita
4. Mune no kurosu (胸のクロス) 
Letra y composición: Eiko Shimamiya
Arreglos: Kazuya Takase
5. Kyuudou no hito (Remix) (求道の人)
Letra y composición: Eiko Shimamiya
Arreglos: Maiko Iuchi
6. Taiyo (太陽) 
Letra y composición: Eiko Shimamiya
Arreglos: SORMA
7. I need you
Letra y composición: Eiko Shimamiya
Arreglos: Kazuya Takase
8. Sora no mahoroba (宇宙のまほろば)
Letra: Teru Wakatsuki
Composición: Eiko Shimamiya
Arreglos: SORMA
9. Ginga no ko (銀河の子)
Letra y composición: Eiko Shimamiya
Arreglos: CG Mix
10. Recovery
Letra y composición: Eiko Shimamiya
Arreglos: Yui Isshiki
11. Higurashi no naku koro ni (ひぐらしのなく頃に)
Letra: Eiko Shimamiya
Composición: Tomoyuki Nakazawa
Arreglos: Kazuya Takase y Tomoyuki Nakazawa
12. Dokonimo nai michi (どこにも無い道)
Letra y composición: Eiko Shimamiya
Arreglos: Maiko Iuchi

- Datos: Q7073198